# 슬럼프
슬럼프(영어: slump)는 자신의 실력을 제대로 발휘하지 못하는 부진 상태가 긴 시간동안 이어지는 상황을 말한다.
비교적 운동선수에게 많이 사용하며, 화가 등 예술작품을 만드는 사람에게도 사용하기도 하고, 무언가 길게 일이 안 풀릴 때 사용한다.
보통 스트레스를 받거나, 일이 꾸준히 안 풀릴 때 발생한다.

## 같이 보기
- 소포모어 징크스